# Auditorio de la Concha de la Explanada
El auditorio de la Concha de la Explanada es un kiosco musical de unos 40 m² situado en la Explanada de España, uno de los paseos más icónicos de la ciudad de Alicante (España). Este auditorio al aire libre es conocido por su peculiar estructura en forma de concha, que le proporciona una excelente acústica, convirtiéndolo en un espacio habitual para la realización de conciertos y eventos culturales.

## Historia
El auditorio de la Concha fue diseñado por el arquitecto Miguel López González y finalizado en 1954, como parte de un proyecto destinado a proporcionar un espacio para la banda municipal de música de Alicante. La estructura, compuesta por tres U de acero recubiertas de hormigón, fue innovadora para su época y marcó un hito en la arquitectura alicantina. A lo largo de los años, el auditorio ha sido objeto de varias reformas que han alterado parcialmente su fisonomía original, incluyendo cambios en la iluminación y el color, así como la eliminación del escudo de la ciudad que adornaba la tarima del director.
En abril de 2015, el auditorio fue sometido a un proceso de remozado y repintado. Estas labores incluyeron la reparación de daños y la aplicación de una nueva capa de pintura pétrea, diseñada para permitir la evacuación de la humedad debido a la proximidad del auditorio con el mar. Durante esta reforma, se restauró el color del frontal a una tonalidad ocre más cercana a su aspecto original, y se limpió el escudo de piedra, que se mantuvo sin repintar.

## Uso cultural
El auditorio de la Concha es uno de los centros de difusión cultural más frecuentados de Alicante, especialmente en verano, cuando más de 70 000 personas disfrutan de sus actividades. El auditorio es el escenario principal de numerosos conciertos y eventos, especialmente durante la temporada estival. Acoge actuaciones de la banda sinfónica municipal, así como de diversas bandas y sociedades musicales de Alicante y la provincia. Además, es sede de festivales como el Folclórico Internacional y Alacant Rock, y alberga galas líricas, veladas singulares, presentaciones y entregas de premios.